# Vauvert (Gard)
 Ovo je članak o Vauvert (Gard). Za druga značenja pogledajte Vauvet (Pariz).
Vauvert je općina na krajnjem jugu departmana Gard u južnoj Francuskoj, a u srednjem vijeku je bila poznata pod nazivom Posquières. Općina obuhvaća grad Vauvert i sela Gallician i Montcalm. Preko trećine stanovništva radi u industriji, koja je uglavnom prehrambena industrija s posebnim naglaskom na proizvodnju vina. 

## Etimologija toponima
Prvi pouzdan dokument koji spominje Rostainga I., gospodara Posquièresa, datira iz 1066. godine. Etimologija toponima Posquières bila je predmet polemike među povjesničarima grada. Istraživanje objavljeno 1998. u Biltenu povijesnog društva Posquières-Vauverta (Bulletin de la Société d'Histoire de Posquières-Vauvert)  sugerira da zbog fonetske promjene B u P, Posquières potječe od složenice latinskog i hebrejskog: boscus + ariae (boscariae), odnosno mjesto gdje nalazimo drva.

## Geografija
Vauvert zauzima oko 11 četvornih kilometara i jedna je od najvećih općina u blizini parka prirode Camargue. Prostire se na oko 20 kilometara u smjeru sjever-jug i 3 do 6 kilometara u smjeru istok-zapad. Sjeverna polovica uglavnom je suha, dok je južna močvarna. Vauvert je udaljen oko 22 km jugozapadno od Nîmesa, 35 km zapadno od Arlesa i 44 km istočno od Montpelliera.

## Rabinska škola
Tijekom srednjeg vijeka Vauvert su naseljavali kršćani i židovi koji su stvorili dvije odvojene zajednice u selu.
U 12. stoljeću rabinska škola postaje važno središte židovskog učenja, prepoznatog u cijeloj Europi a sve zahvaljujući doprinosu Abrahama ben Davida i Izaka Slijepog. Kad je Benjamin iz Tutere posjetio grad, oko 1165. godine, zajednica se sastojala od četrdesetak članova, među kojima spominje Joseph ben Menahema, Benvenistu, te Isaaka ben Mosesa.

## Svetište Notre-Dame od Val-Verta
Od 13. stoljeća kršćansko svetište Notre-Dame od Val-Verta, neposredno izvan sela, dobiva sve veću važnost kada ga je posjetio Luj IX., Karlo IX., Franjo I. i papa Klement V. Kao rezultat toga, u 16. stoljeću ime sela je promijenjeno u Vauvert. 1540. svetište su uništili protestanti.  U vrijeme vladavine Luja XIII., Henri II. od Montmorencya smatrao je grad Vauvert strateški važnim u svojoj kampanji iz 1627. godine.Nakon opoziva Nanteskog edikta, protestantska crkva Temple Vielh uništena je 1685. godine, a katolička crkva obnovljena i posvećena 1689. godine. [4]

## Gospodarstvo
Od srednjeg vijeka stanovnici Posquières-Vauverta uživali su posebna prava na lov, ribolov, uzgoj stoke i poljoprivredu, koja prava su im dodjeljivali baruni. Međutim, seljani su tijekom stoljeća vlasništvo nad brdom poznatom kao "Costière", sve više peuzimali od baruna a posebno nakon Francuske revolucije. Tijekom Drugog carstva sredinom 18. stoljeća, tamo su razvili vinograde i vinarije koji su im postali glavni izvor prihoda, što je rezultiralo porastom broja stanovnika na oko 6.000. Prosperitet je, međutim, kratko trajao jer je vinova loza nastradala kad je početkom 19. stoljeća najezda filoksere pogodila cijelu regiju i uništila sve vinograde. Kao posljedica toga, broj stanovnika smanjio se na oko 4.000 a ponovno je počeo rasti tek 1950-ih, kada su ljude privukle nove mogućnosti u uzgoju stoke, vinogradima i prehrambenoj industriji. Danas je broj stanovnika narastao na preko 11.000.